# Frank Panella
Frank A. Panella (Pittsburgh, 14 januari 1878 – Crafton, 13 mei 1953) was een Amerikaans componist, muziekpedagoog, dirigent, klarinettist en muziekuitgever. Hij is de oudere broer van de componist en trompettist Louis J. Panella. Met hem samen heeft hij een muziekuitgeverij "Panella Music Company" in Pittsburgh opgericht waar hij naast eigen werken ook composities van andere componisten publiceerde.

## Levensloop
Panella kreeg op zevenjarige leeftijd klarinetles van zijn behuwdbroeder, professor Mario S. Rocereto, die hem ook lessen voor dirigeertechniek gaf. Samen met zijn jongere broer Louis J. Panella speelde hij in verschillende harmonieorkesten in de regio van Pittsburgh, verder speelde hij in diverse theaterorkesten van Pittsburgh mee. Hij was docent voor HaFa-directie en klarinet aan de Universiteit van Pittsburgh alsook aan het "Pittsburgh Carnegie Institute of Technology", nu: Carnegie-Mellon Universiteit in Pittsburgh. Hij speelde klarinet in het orkest toen Victor Herbert in Pittsburgh dirigeerde.
Panella was dirigent van de blaasorkestconcerten in de district parks, van de "Grand Army Band" en de "Westinghouse Air Brake Company Band". Verder was hij tweede dirigent van Rocereto's "Pittsburgh Band".
Hij was lid van de "Musicians Union" en bleef in deze vereniging meer dan 50 jaar.
Als klarinettist en saxofonist was hij ook lid van het Pittsburgh Symphony Orchestra toen onder leiding van Fritz Reiner en fungeerde een bepaalde tijd als personeel manager van dit orkest. Verder musiceerde hij als klarinettist in harmonieorkesten onder leiding van Arthur Pryor en Carl Eduarde. Tijdens de Eerste Wereldoorlog maakte hij deel uit van de "U.S. Army School of Music".
Als componist schreef hij meer dan 40 marsen voor harmonieorkest, waarvan de mars On the Square erg populair was en tegenwoordig (2010) nog op het programma van Amerikaanse harmonieorkesten staat.

## Composities

### Werken voor harmonieorkest
- 1897 The 18th Regiment
- 1900 Leonidas the Spartan
- 1901 Paul Revere's Ride
- 1902 The Spirit of '76
- 1905 Flag of Freedom
- 1906 Regimental Review
- 1909 A Warrior Bold[1]
- 1914 The Old Grey Mare (The Whiffle Tree)
- 1916 On the Square
- 1920 That Dreamy Waltz - tekst: Joe H. Summers
- 1924 The Fez
- American Brotherhood
- Carlton-Marsch
- Italian Songs March
- Mighty Nimrod
- Our School
- Raspberry
- The Mothers Of Democracy
- That Pyramid Jazz
- Viennese March

## Media
1. ↑  A Warrior Bold door de United States Air Force Band

- International Standard Name Identifier: 0000 0000 5413 8540
- Library of Congress Control Number: no2005076199
- MusicBrainz: 8d76faa9-4513-4a2c-8bc4-5e2a869d6d69
- Virtual International Authority File: 7127274
- WorldCat: E39PBJjmVVBHTrvF8BqMWHwXBP